# Schneidmühle (Bad Mergentheim)
Schneidmühle ist ein Wohnplatz auf der Gemarkung des Bad Mergentheimer Stadtteils Markelsheim im Main-Tauber-Kreis im Nordosten Baden-Württembergs.

## Geographie
Schneidmühle liegt im Aschbachtal etwa einen Kilometer südöstlich des Bad Mergentheimer Stadtteils Markelsheim. Nach etwa zwei Kilometern in südsüdöstlicher Richtung folgt der Niederstettener Stadtteil Rüsselhausen.

## Verkehr
Schneidmühle ist über die K 2852 (Rüsselhäuser Straße) zu erreichen.